# 346 (číslo)
Tři sta čtyřicet šest je přirozené číslo, které následuje po čísle tři sta čtyřicet pět a předchází číslu tři sta čtyřicet sedm. Římskými číslicemi se zapisuje CCCXLVI a řeckými číslicemi τμϛ.

## Matematika
346 je:
- Poloprvočíslo
- Nešťastné číslo

## Astronomie
- (346) Hermentaria je planetka hlavního pásu, kterou objevil v roce 1892 Auguste Charlois

## Doprava
- Silnice II/346 je česká silnice II. třídy vedoucí na trase Leština u Světlé – Habry – peáž s I/38 – Chotěboř[1]

## Roky
- 346
- 346 př. n. l.